# Ted Irvine
Edward Amos „Ted“ Irvine (* 8. Dezember 1944 in Winnipeg, Manitoba) ist ein ehemaliger kanadischer Eishockeyspieler, der von 1964 bis 1977 für die Boston Bruins, Los Angeles Kings, New York Rangers und St. Louis Blues in der National Hockey League spielte. Er ist der Vater des kanadischen Profi-Wrestlers Chris Jericho.

## Karriere
Seine Juniorenzeit spielte er in der höchsten Juniorenliga in Manitoba bei den St. Boniface Canadiens. Zur Saison 1963/64 holten ihn die Boston Bruins, doch in den beiden Jahren dort brachte er es nur auf ein Spiel in der NHL und spielte meist bei den Minneapolis Bruins. Seine Karriere setzte er bei den Oklahoma City Blazers fort. Durch die Erweiterung der NHL von sechs auf zwölf Teams erhöhte sich auch die Zahl der erforderlichen Spieler und so konnte sich der Linksaußen ab der Saison 1967/68 in der NHL bei den Los Angeles Kings durchsetzen. Zum Ende seiner dritten Spielzeit wechselte er im Tausch für Juha Widing und Réal Lemieux zu den New York Rangers. Dort spielte er bis zur Saison 1974/75, ehe er gemeinsam mit Bert Wilson und Jerry Butler und im Tausch für John Davidson und Bill Collins zu den St. Louis Blues wechselte. Es folgten noch zwei Jahre bei den Blues, bevor er sich nach der Saison 1976/77 von der NHL verabschiedete.
Er ließ seine Karriere mit einer Saison bei den St. James Braves in der CSHL ausklingen.

## Erfolge und Auszeichnungen
- 1975 Charlie Conacher Humanitarian Award